# تام مک‌کلیستر
تام مک‌کلیستر (به انگلیسی: Tom McCleister) (زاده ۲۶ مهٔ ۱۹۴۹) بازیگر آمریکایی است.
از فیلم‌های معروف او می‌توان به بازی در فیلم گریز نیمه‌شب اشاره کرد.